# Voyage en Italie, amour inclus
Pour plus de détails, voir Fiche technique et Distribution.
Voyage en Italie, amour inclus (Italienreise – Liebe inbegriffen) est une comédie sentimentale ouest-allemande réalisée par Wolfgang Becker (1910-2005) et sortie en 1958.
Il s'agit d'une adaptation du roman homonyme de Barbara Noack (de), paru en 1957.

## Synopsis
Un groupe de touristes part de Berlin en autocar pour l'Italie. Outre le guide Robert Florian, le groupe comprend le mannequin Ilse Knopf, le couple marié depuis longtemps Kätchen et Karl, le plombier Kümmel, le comptable Primus et la célibataire Marianne Herzberg. Peu après le départ, le fiancé d'Ilse, le vétérinaire Hans Fichte, suit le car en voiture, car il a manqué le départ d'Ilse. À Munich, le jeune frère d'Ilse, Herbert, engagé par Hans pour surveiller sa fiancée, monte à son tour dans le car. Ilse réagit mal, d'autant plus qu'elle a déjà jeté son dévolu sur Robert, le guide touristique.
Le groupe visite d'abord Venise, où Kümmel offre au groupe une promenade romantique en gondole. Robert et Ilse s'embrassent sous le pont des Soupirs. Le voyage se poursuit à Florence et à Rome, où Hans, qui les a rejoints, ne quitte pas Ilse d'une semelle, en manifestant plus ou moins de jalousie. Robert continue à faire des avances à Ilse, qui les refuse ou les accepte en alternance. Elle se trouve entre deux hommes, d'autant plus qu'à Berlin, Hans lui a fait une demande en mariage peu romantique qu'elle a refusée. Marianne Herzberg ne comprend pas les hésitations d'Ilse : elle devrait d'après elle accepter la première proposition de mariage qu'on lui fait sans faire tant de chichis.
Le voyage se poursuit à Naples. Hans et Herbert voyagent ensemble en voiture et rencontrent en chemin l'Américaine Helen Parker, dont la voiture est tombée en panne d'essence. Tous deux l'aident en lui fournissant un bidon d'essence et reçoivent en échange une invitation à venir lui rendre visite dans sa villa à Sorrente. Hans et Herbert sautent l'escale à Naples et continuent directement vers Sorrente. Pendant ce temps, à Naples, Ilse s'inquiète de l'attitude de Hans, qu'elle voit se distancier d'elle. À Sorrente, Herbert rejoint le groupe de touristes et raconte à Ilse que Hans ne s'intéresse plus à elle, puisqu'il a même offert un bracelet à l'Américaine qu'ils ont rencontrée. Robert voit sa chance arriver et fait des avances à Ilse. Auparavant, il rend visite à Hans et lui signifie qu'Ilse s'est décidée pour lui. Hans veut partir le lendemain, tandis que les touristes veulent poursuivre leur route vers l'île de Capri. Lorsque Robert veut accompagner Ilse, qui hésite, jusqu'au bateau et lui raconte sa rencontre avec Hans la veille, celle-ci a pris sa décision. Elle quitte le groupe de touristes et retourne auprès de Hans. Ensemble, ils entament le voyage de retour et profitent tranquillement de la beauté de l'Italie.

## Fiche technique
- Titre français : Voyage en Italie, amour inclus[1]
- Titre original allemand : Italienreise – Liebe inbegriffen[2]
- Réalisateur : Wolfgang Becker (1910-2005)
- Scénario : Jochen Huth
- Photographie : Heinz Pehlke (de)
- Montage : Wolfgang Flaum
- Musique : Friedrich Schröder
- Production : Artur Brauner, Werner Ludwig
- Sociétés de production : CCC-Filmkunst
- Pays de production :  Allemagne de l'Ouest
- Langue originale : allemand
- Format : Couleur par Eastmancolor - 1,37:1 - Son mono - 35 mm
- Durée : 96 minutes
- Genre : Comédie sentimentale
- Dates de sortie :
  - Allemagne de l'Ouest : 14 janvier 1958
  - France : 16 juin 1965

## Distribution
- Paul Hubschmid : Robert Florian
- Susanne Cramer : Ilse Knopf
- Walter Giller : Hans Fichte
- Hannelore Schroth : Marianne Herzberg
- Bum Krüger : Monsieur Kümmel
- Walter Koch : Herbert Knopf
- Walter Feuchtenberg : Monsieur Primus
- Franz-Otto Krüger : Monsieur Düvenasch
- Gretl Theimer : Mme Düvenasch
- Christel von Loosen : Mademoiselle Düvenasch
- Helmuth Ahner : Le fiancé de Mlle Düvenasch
- Walter Janssen : Karl
- Mita von Ahlefeldt : Kätchen
- Molly Robinson : Helen Parker
- Corny Collins : jeune fille
- Henry Lorenzen : Voyageur
- Gerd Wildenhofen : Photographe
- Toni Ruckstetter
- Ursula von Horn

## Production
Voyage en Italie, amour inclus a été tourné du 16 septembre au 31 octobre 1957 sur l'autoroute du Brenner, à Munich, Venise, Assise, Rome, Naples, Sorrente et Terracine. Le mauvais temps a entraîné de nombreuses retards de tournage. Le scénario a donc dû être partiellement réécrit. Un autre lieu de tournage était les studios CCC à Berlin-Spandau, où furent également tournées des scènes italiennes qui n'avaient pas pu être sur place à cause des problèmes de tournage en Italie[1]. Le film fut présenté en avant-première le 17 janvier 1958 au pavillon UFA (de) à Berlin.
L'autocar utilisé dans le film, appartenant à la société touristique Deutsche Touring fondée en 1948, était un KML 110 (45 sièges) du constructeur Krauss-Maffei.